# Trama (dibuix)

Exemples de l'ús de mitges tintes en figures geomètriques i una il·lustració d'una noia dibuixada en estil manga (a l'esquerra); Exemple de punts Ben-Day

És un estri de dibuix, utilitzat majoritàriament pels mangaka, que està format per una làmina adhesiva per la part posterior, enganxada sobre un altre paper, per mantenir-ne la funció. La gran majoria està formada per petits o grans punts, depenent dels punts per polzada que tingui. També n'existeixen amb textures i degradats (aquests poden ser de punts o textura). És una tècnica per aplicar textures i ombres als dibuixos, que s'utilitza com a alternativa a l'eclosionat. També es coneix amb les marques comunes Zip-A-Tone (1937, ara desapareguda, i Letratone (1966, de Letraset). En el procés convencional, els patrons es transfereixen al paper des de fulls preimpresos.

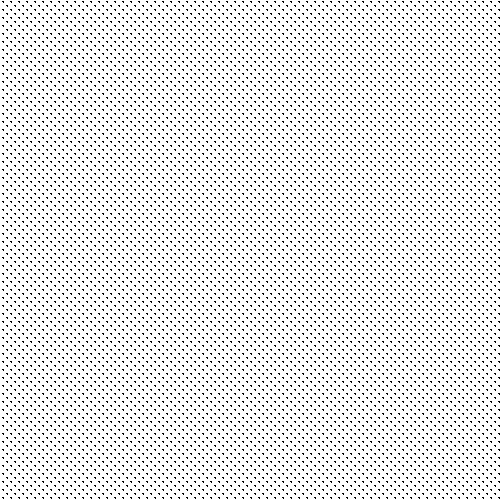
Aquí es pot veure una trama de 60L/10%.

Tres formes superposades amb diferents patrons de tons de pantalla

Les trames, quan són aplicades (sobretot les de punts), fan la sensació, segons la distància entre la trama i l'observador, de ser d'un color gris.
Quan, en realitat està formada per punts (o textures.) en blanc i negre.

## Marques fabricants de trames
La majoria de marques fabricants de trames són japoneses, ja que pels mangaka, són una eina molt valuosa.
Algunes marques fabricants de trames són:
-Letraset (fundada a Londres el 1959, per tant, fabricant anglesa de trames).
-Holbein, Maxon (fabricant de material de belles arts, sobretot de manga.)
-Ic screen
-Deleter (una de les millors marques fabricants de material per a dibuix manga.)

## Com s'aplica una trama

Aquí es pot veure el resultat de combinar diferents trames, amb diferents densitats i mida de punts.

Amb un cúter, se secciona una àrea de la trama més gran que el contorn del dibuix. Després s'enganxa damunt del dibuix per la part adhesiva, una vegada enganxat, es ressegueix el contorn amb el cúter i es retira la part que queda fora del contorn. Finalment, amb una espàtula especialitzada per la tasca, es frega la trama adherida al dibuix perquè s'enganxi bé.

### Superposició de trames
Quan dues o més trames se superposen, es crea l'efecte muaré. Això fa que es vegin taques o noves textures, depenent del tipus de trames que siguin.

## Usos que les hi donen els mangaka

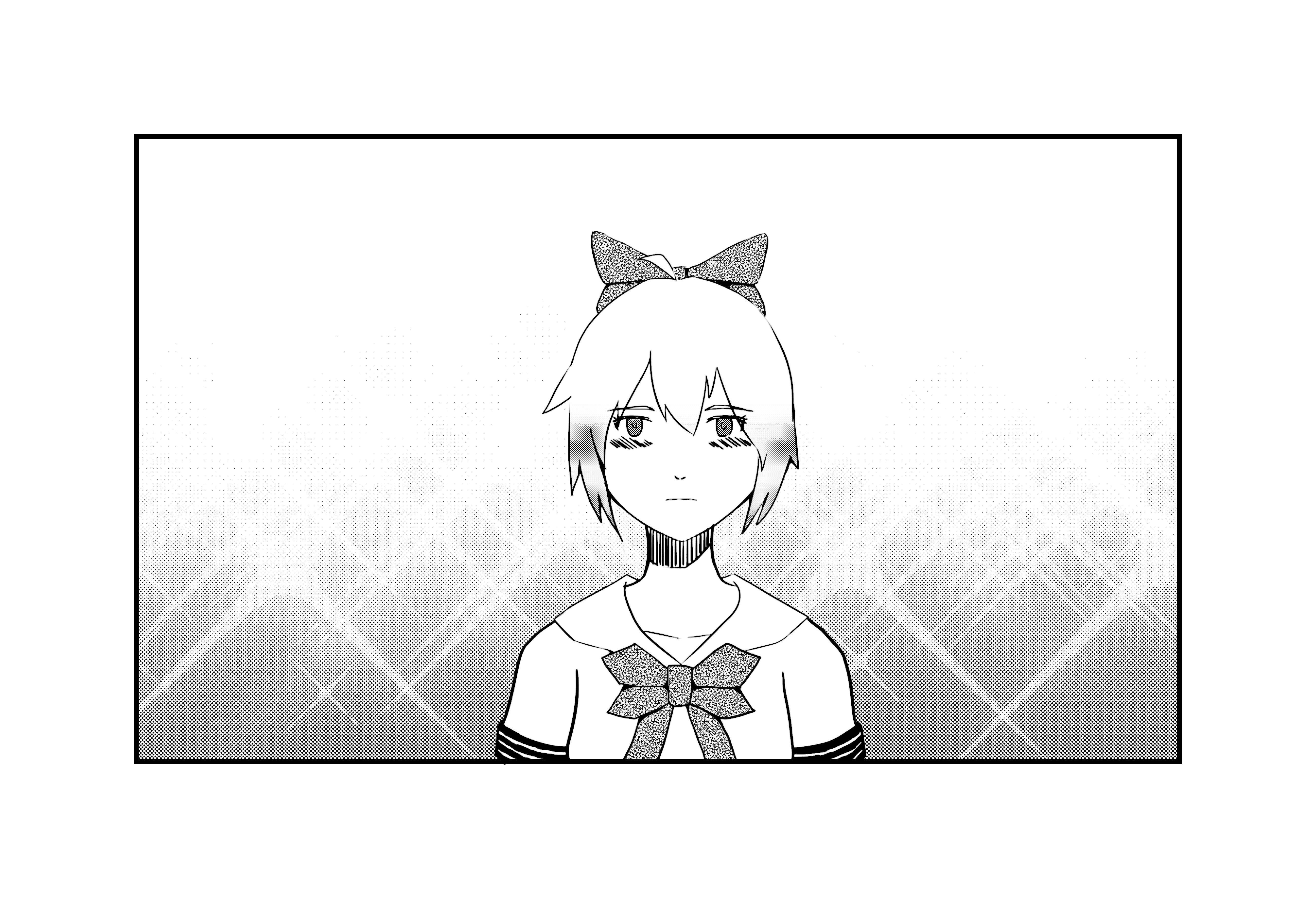
Aqui hi ha una trama d'efecte de brillantor, una de punts i dues textures.

Els mangaka, les utilitzen per donar color (gris), als seus dibuixos, o també per donar textures a la roba, fusta, etc.
L'ús que se'n faci depèn, de l'estil del mangaka.
Hi ha mangaka que prefereixen no utilitzar-ne, o utilitzar-ne poques, com Eiichiro Oda
I n'hi ha els que n'utilitzen moltes per diferents tasques, la gran majoria.

## Tecnologia moderna
Actualment els programes informàtics d'il·lustració, poden oferir trames ja creades, o donen l'opció de crear-les.
Això ha fet que molta gent que vol dedicar-se professionalment al manga, acabi utilitzant programes com Adobe Photoshop, Manga studio, o Easy paint tool sai. Per al procés d'aplicació de trames.